# エディ・マックラーグ
エディ・マックラーグ（Edie McClurg,  1951年7月23日 - ）は、アメリカ合衆国の女優、声優である。

## 来歴
1951年、カンザス州カンザスシティ生まれ。高校卒業後は、地元カンザス州のカンザス大学とシラキュース大学で学ぶ。大学卒業後は女優ではなく、記者、ドキュメンタリー映像のプロデューサーとして働いた。後に女優としてのキャリアをスタートさせ、1976年にスティーヴン・キング原作の小説をブライアン・デ・パルマ監督が映画化した『キャリー』で映画デビュー。それ以降も持ち前の明るさからテレビ番組やシットコムで露出を増やしていく。
活動を本格化させるためロサンゼルスへ活動の拠点を移した後は、即興コメディ集団の「ザ・グラウンドリングス」へ所属した。当時の団員にはピーウィー・ハーマンのキャラクターで人気を得ていたポール・ルーベンスがおり、ルーベンスの『The Pee Wee Herman Show』でマックラーグもHermit Hattie役で出演している。それ以降、主にコメディ系の映画やテレビ番組へ多く出演し、順調にキャリアを構築。
声優としても活躍しており、数々のテレビアニメやアニメ映画へ出演。スタジオ・ジブリの作品では『魔女の宅急便』と『ホーホケキョ となりの山田くん』の英語吹替版や、近年では日本でもヒットを記録した『シュガー・ラッシュ』や『アナと雪の女王』にも出演した。

## 出演作品

### 映画
- キャリー Carrie (1976)
- カリフォルニア大沈没!? Cracking Up (1977)
- Once Upon a Brothers Grimm (1977) ※テレビ映画
- チーチ&チョン：ネクスト・ムービー Cheech and Chong's Next Movie (1980)
- オー!ゴッド2/ 子供はこわい Oh, God! Book II (1980)
- ピーウィー・ハーマン・ショー The Pee-wee Herman Show (1981) ※テレビ映画
- フライパン殺人 Eating Raoul (1982)
- Pandemonium (1982)
- The Paragon of Comedy (1983)
- ミスター・マム Mr. Mom (1984)
- チーチ&チョンのコルシカン・ブラザース Cheech & Chong's The Corsican Brothers (1984)
- フェリスはある朝突然に Ferris Bueller's Day Off (1986)
- バック・トゥ・スクール Back to School (1986)
- 大災難P.T.A. Planes, Trains & Automobiles (1987)
- ドライビング・アカデミー Crash Course (1988) ※テレビ映画
- 結婚の条件 She's Having a Baby (1988)
- エルヴァイラ Elvira: Mistress of the Dark (1988)
- アレッサ・ミラノの朝まで踊ろう Dance 'Til Dawn (1988) ※テレビ映画
- Menu for Murder (1990) ※テレビ映画
- カーリー・スー Curly Sue (1991)
- リバー・ランズ・スルー・イット A River Runs Through It (1992)
- 爆走三銃士 Ring of the Musketeers (1992) ※テレビ映画
- ステップモンスター Stepmonster (1993) ※ビデオ作品
- ティーンエイジ・ヒーローズ Airborne (1993)
- Living and Working in Space: The Countdown Has Begun (1993) ※ビデオ作品
- ナチュラル・ボーン・キラーズ Natural Born Killers (1994)
- Under the Hula Moon (1995)
- ビジタースペース Inhumanoid (1996)
- ドタキャン・パパ Carpool (1996) ※声の出演のみ
- フラバー Flubber (1997)
- ホーリーマン Holy Man (1998)
- トラ猫探偵/ ミセス・マーフィ Murder She Purred: A Mrs. Murphy Mystery (1998)
- Can't Stop Dancing (1999)
- 電話で抱きしめて Hanging Up (2000)
- Meeting Daddy (2000)
- Rocket Power: Race Across New Zealand (2002)
- Van Wilder (2002)
- Changing Hearts (2002)
- 変身パワーズ The Master of Disguise (2002)
- ディッキー・ロバーツ 俺は元子役スター Dickie Roberts: Former Child Star (2003)
- Fish Without a Bicycle (2003)
- スーパードッグ　エア・バディ/ ビーチバレーで危機一髪! Air Bud: Spikes Back (2003) ※ビデオ作品
- 狂気 Breaking Dawn (2004)
- 恋する妄想ガール Everything You Want (2005) ※テレビ映画
- 無垢なモノ Simple Things (2007)
- 俺たちチアリーダー! Fired Up! (2009)
- Holyman Undercover (2010)
- A Long Way Off (2014)

### 声の出演
- ニムの秘密 The Secret of NIMH (1982)
- Christmas Every Day (1987)
- 魔女の宅急便 (1989) ※英語吹替え版
- リトル・マーメイド The Little Mermaid (1989)
- タイニー・トゥーン アドベンチャーズ・サマーバケーション Tiny Toon Adventures: How I Spent My Vacation (1992) ※ビデオ作品
- タイニー・トゥーン・スプリング・ブレイク Tiny Toons Spring Break (1994) ※テレビ映画
- Casper: A Spirited Beginning (1997) ※ビデオ作品
- ラグラッツ・ザ・ムービー The Rugrats Movie (1998)
- バグズ・ライフ A Bug's Life (1998)
- ホーホケキョ となりの山田くん (1999) ※英語吹替え版
- リトル・マーメイドII Return to The Sea The Little Mermaid II: Return to the Sea (2000) ※ビデオ作品
- ホーム・オン・ザ・レンジ にぎやか農場を救え! Home on the Range (2004)
- カーズ Cars (2006)
- Scooby-Doo! Pirates Ahoy! (2006)
- Holidaze: The Christmas That Almost Didn't Happen (2006) ※ビデオ作品
- Toot & Puddle: I'll Be Home for Christmas (2006)
- What's Wrong with Ruth? (2007) ※テレビ映画
- カーズ2 Cars 2 (2011)
- シュガー・ラッシュ Wreck-It Ralph (2012)
- アナと雪の女王 Frozen (2013)

### テレビシリーズ
- Tony Orlando and Dawn (1976)
- アーノルド坊やは人気者 Different Strokes (1974, 1984)
- The Kallikaks (1977)
- ハロー、ラリー Hello, Larry (1979)
- わが街ハーパーバレーは大騒ぎ Harper Valley P.T.A. (1981)
- 超人ハルク The Incredible Hulk (1981)
- アリス Alice (1982)
- アメリカン・プレイハウス American Playhouse (1982)
- ジェファーソンズ The Jeffersons (1982, 1984)
- ザ・ロスト・サテライト The Lost Satellite (1983)
- 爆発!デューク The Dukes (1983)
- Dr.トラッパー サンフランシスコ病院物語 Trapper John, M.D. (1984)
- シェリー・デュヴァルのフェアリー・テイル・シアター/ シンデレラ Faerie Tale Theatre (1985)
- スモール・ワンダー Small Wonder (1985 - 1987)
- ヴァレリー Valerie (1986 - 1991)
- こちらブルームーン探偵社 Moonlighting (1986)
- ゴールデン・ガールズ The Golden Girls (1991)
- かっとび放送局WKRP The New WKRP in Cincinnati (1991)
- Drexell's Class (1991 - 1992)
- ロザンヌ Roseanne (1992)
- 恐竜家族 Dinosaurs (1992)
- フルハウス Full House (1992)
- となりのサインフェルド Seinfeld (1993)
- モンティ Monty (1994)
- ザ・マミーズ The Mommies (1994)
- L.A.ロー 七人の弁護士 L.A. Law (1994)
- A.J.'s Time Travelers (1995)
- ナイト・スタンド Night Stand (1996)
- ローカル・ヒーローズ Local Heroes (1996)
- ピケット・フェンス Picket Fences (1996)
- Homeboys in Outer Space (1996)
- セブンスヘブン（英語版） 7th Heaven (1996 - 2006)
- Touched by an Angel (1997)
- メルローズ・プレイス Melrose Place (1997)
- Married with Children (1997)
- Perversions of Science (1997)
- サブリナ Sabrina, the Teenage Witch (1997)
- 刑事ナッシュ・ブリッジス Nash Bridges (1997, 1999, 2000)
- 新・刑事コロンボ Columbo (1998)
- マギー・ウィンターズ Maggie Winters (1998)
- キャロライン in N.Y. Caroline in the City (1998 - 1999)
- あなたにムチュー Mad About You (1999)
- プロビデンス Providence (2001)
- マルコム in the Middle Malcolm in the Middle (2001)
- ファット・アクトレス Fat Actress (2005)
- CSI:科学捜査班 CSI: Crime Scene Investigation (2005, 2014)
- Campus Ladies (2007)
- シークレット・アイドル ハンナ・モンタナ Hannah Montana (2008)
- デイズ・オブ・アワ・ライブス Days of Our Lives (2009)
- Elvira's Movie Macabre (2011)
- ポートランディア Portlandia (2011)
- ルールズ・オブ・エンゲージメント Rules of Engagement (2011)
- デスパレートな妻たち Desperate Housewives (2011)
- チャーリー・シーンのハーパー★ボーイズ Two and a Half Men (2013, 2014)
- TripTank (2014)

### テレビアニメ
- スクービー・ドゥー Scooby-Doo and Scrappy-Doo (1979)
- スマーフ The Smurfs (1981)
- スノークス Snorks (1984)
- 宇宙家族ジェットソン The Jetsons (1985)
- The 13 Ghosts of Scooby-Doo (1985)
- Timeless Tales from Hallmark (1990)
- テイルスピン TaleSpin (1990)
- Gravedale High (1990)
- ボビーの世界 Bobby's World (1990)
- トムとジェリーキッズ Tom & Jerry Kids Show (1990, 1993)
- タイニー・トゥーンズ Tiny Toon Adventures (1991, 1992)
- ダックにおまかせ ダークウィング・ダック Darkwing Duck (1991)
- パパはグーフィー Goof Troop (1992)
- アダムス・ファミリー The Addams Family (1992, 1993)
- プロブレム・チャイルド Problem Child (1993)
- ぎゃあ!!!リアル・モンスターズ Aaahh!!! Real Monsters (1994)
- Life with Louie (1995 - 1998)
- お化けのキャスパー Casper (1996)
- ライオンハート The Lionhearts (1998)
- キャッシュボックス Crashbox (1999)
- ロケット・パワー Rocket Power (1999 - 2004)
- カウ&チキン Cow and Chicken (1999)
- The Kids from Room 402 (2000)
- CatDog (2000)
- バットマン・ザ・フューチャー Batman Beyond (2000)
- おおきいあかい クリフォード Clifford the Big Red Dog (2002)
- バットマン The Batman (2004)
- ジミー・ニュートロン 僕は天才発明家! The Adventures of Jimmy Neutron: Boy Genius (2005, 2006)
- アメリカン・ドラゴン American Dragon: Jake Long (2005, 2006)
- Higglytown Heroes (2005 - 2007)
- The Life & Times of Tim (2008 - 2012)
- おさるのジョージ Curious George (2008)
- Titan Maximum (2009)
- スイチュー! フレンズ Fish Hooks (2010 - 2012)
- なんだかんだワンダー Wander Over Yonder (2014)

### ビデオゲーム
- Escape from Monkey Island (2000)
- Tak 3: The Great Juju Challenge (2005)

## 参照
1. 1 2  “Edie McClurg Biography”. 2014年6月26日閲覧。
2. ↑  “Edie McClurg Biography”. 2014年6月26日閲覧。